# بن برادلي
بن برادلي (بالإنجليزية: Ben Bradlee) (و. 1921 – 2014 م) هو صحفي من الولايات المتحدة الأمريكية ولد في بوسطن.، ذاع صيته بعد أن قاد صحيفة واشنطن بوست لكشف فضيحة ووترغيت التي أطاحت بالرئيس الأمريكي الراحل ريتشارد نيكسون.

## النشأة
ولد بن برادلي في 26 أغسطس 1921 في مدينة بوسطن بولاية ماساتشوستس، لوالد مصرفي يدعى فريدريك جوشيا برادلي، وينتمي إلى أسرة ثرية، إلا أنه عانى من أزمة اقتصادية عقب انهيار سوق الأسهم عام 1929، ما افقده وظيفته، واضطر لبيع علب مزيل العرق لعمال النظافة في متحف بوسطن للفنون الجميلة لإعالة عائلته.
وبمساعدة أسرته، واصل بن برادلي تعليمه مدرسة دكستر، وتخرج من مدرسة سانت مارك الثانوية، قبل أن يلتحق بجامعة هارفرد، التي تخرج منها عام 1942 متخصصاً في اللغة اليونانية والانجليزية.

## مسيرته المهنية
بدأ برادلي مسيرته المهنية بعد أن دخل الصحافة لأول مرة في خمسينيات القرن العشرين، بعد عمله ضابطا للاتصالات في الاستخبارات البحرية الأمريكية خلال فترة الحرب العالمية الثانية، وبدأ بصحيفة محلية بولاية نيو هامبشير (نيو هامبشاير صنداي نيوز)، قبل أن ينتقل إلى واشنطن بوست كمراسل.
وانتقل برادلي، عام 1951، إلى العاصمة الفرنسية (باريس)، مساعداً للملحق الإعلامي في السفارة الأمريكية، وبعدها بثلاثة أعوام، عين كمراسل لمجلة "نيوزويك" الأمريكية في القارة الأوروبية، عام 1954، قبل أن يعود إلى مكتب المجلة في واشنطن بعد أربعة أعوام، مديراً لمكتب المجلة.
وغطى برادلي حرب استقلال الجزائر وأحداثاً أخرى في الشرق الأوسط ومؤتمرات السلام في جنيف، وزفاف الممثلة الأميركية غرايس كيلي وأمير موناكو رينييه.
وفي عام 1965، تولى منصب مدير تحرير صحيفة واشنطن بوست، قبل أن يقود الصحيفة كرئيس تحرير تنفيذي في الفترة بين عامي 1968 و1991، وينسب إليه الفضل في تحويلها من صحيفة محافظة محصورة في النطاق المحلي للعاصمة واشنطن، إلى إحدى أكبر الصحف الأمريكية
في عام 1971، كسب برادلي معركة قانونية شرسة بعد حصوله على إذن خاص من المحكمة لنشر "أوراق البنتاغون" عن حرب فيتنام، والتي أثارت ضجة كبيرة في الولايات المتحدة. وجسد فيلم سينمائي حمل عنوان "ذا بوست"، أنتج عام 2017، معركته القضائية والصحافية، وأدى الممثل الأمريكي توم هانكس دور برادلي. وخلال رئاسته لتحرير واشنطن بوست، حصدت الصحيفة أربع جوائز "بوليتزر" و17 جائزة أخرى للخدمة العامة.

## التعليم
تعلم في جامعة هارفارد.

## جوائز
حصل على جوائز منها وسام الحرية الرئاسي.

## روابط خارجية
- بن برادلي على موقع IMDb (الإنجليزية)
- بن برادلي على موقع الموسوعة البريطانية (الإنجليزية)
- بن برادلي على موقع إن إن دي بي (الإنجليزية)
- بن برادلي على موقع قاعدة بيانات الفيلم (الإنجليزية)